# Суперкубок Лівану з футболу 2005
Суперкубок Лівану з футболу 2005  — 8-й розіграш турніру. Матч відбувся 5 жовтня 2005 року між чемпіоном Лівану клубом Аль-Неджмех та володарем кубка Лівану клубом Аль-Ахед.
| Володар Суперкубка Лівану 2005 |
| ------------------------------ |
|                                |
| Аль-Ахед Перший титул          |

## Матч

### Деталі
| 5 жовтня 2005 |

| Аль-Ахед | 2:1 | Аль-Неджмех |
| -------- | --- | ----------- |
|          |     |             |

| Муніципальний стадіон, Сайда |